# Stomu Yamashita
Para el pianista de free jazz, ver Yōsuke Yamashita
Stomu Yamashita (nombre de nacimiento, Yamashita Tsutomu, en japonés "山下勉") nacido el 15 de marzo de 1947, en Kioto, es un baterista, percusionista, teclista y compositor japonés de jazz y de rock. Con frecuencia aparece citado como Stomu Yamashta o Stomu Yamash'ta. Su padre fue el director de orquesta japonés, Kiyoharu Yamashita (1907-1991). 
Stomu estudió música en la Universidad de Kioto, en la Juilliard School, y en Berklee. En 1972, realizó una gira del Red Buddha Theatre japonés por Europa, actuando como su director, productor y compositor; escribió e interpretó también un espectáculo multimedia, llamado "The Man From The East", con el grupo Morris Pert's Come To The Edge aportando la música de respaldo. Entre 1975 y 1978, Stomu fue el líder de un supergrupo de jazz rock llamado Go, con Steve Winwood, Al Di Meola, Klaus Schulze, y Michael Shrieve. 
Realizó composiciones para el Royal Ballet británico, y escribió varios temas para el film de David Bowie, El hombre que vino de las estrellas, interpretando también la música de la banda sonora compuesta por Peter Maxwell Davies para la película de Ken Russell, The Devils, así como la de John Williams para Images, de Robert Altman (1972). Ha compuesto, además, varias bandas sonoras, siendo la más conocida, One by One (1974). Su composición Space Theme fue utilizada por la BBC en la serie de TV "The Hitchhiker's Guide to the Galaxy". Ha colaborado con numerosos artistas de todo el mundo.

## Discografía
- El Cimarrón (1970)
- Red Buddha (1971)
- Der langwierige Weg in die Wohnung der Natascha Ungeheuer (1971)
- Sunrise From West Sea (1971, en directo)
- Henze/Takemitsu/Maxwell Davies (1972), que incluye:
  - Prison Song (Henze)
  - Seasons (Takemitsu)
  - Turris Campanarum Sonatinum (Maxwell Davies)
- Images Banda sonora de la película de (Robert Altman, 1972), con música compuesta por John Williams y solos de percusión interpretados por Stomu Yamashta
- Contemporary Works (1972)
- Floating Music (1972)
- Stomu Yamashta's Red Buddha Theatre: The Soundtrack from "The Man from the East" (1973, en directo)
- Freedom Is Frightening (1974)
- Takemitsu Ishi (1973)
- One by One (1974, Banda sonora)
- Raindog (1975)
- Go (1976)
- Go Live From Paris (1976)
- Go Too (1977)
- Hito (1980)
- Iroha-ten/chi (1981)
- Iroha-sui (1982)
- Tempest (1982, Banda sonora)
- Budo: The Art of Killing (1982, Banda sonora)
- Iroha-ka (1983)
- Sea and Sky (1983)
- Kukai (1984)
- Solar Dream, Vol. 2: Fantasy of Sanukit (1990)
- Solar Dream, Vol. 1: The Eternal Present (1993)
- Solar Dream, Vol. 3: Peace and Love (1997)
- A Desire of Beauty & Wonder Stone Part 1 (1999)
- Listen to the Future, Volume 1 (2001)
- Tofu (2002)